# Elisa Togut
Elisa Togut   é uma voleibolista italiana   que além de clubes em seu país, defendeu a Seleção Italiana de Voleibol Feminino  em competições importantes como participando dos Jogos Olímpicos de Verão de 2000 em Sydney-Austrália, onde terminou em 9º Lugar e na conquista da medalha de ouro do Mundial de 2002  em Berlim-Alemanha  e disputou os Jogos Olímpicos de Verão de 2004  em Atenas-Grécia terminando em 5º Lugar.

## Carreira
Iniciou sua carreira profissional no vôlei em 1994, defendendo as cores do Volley Modena, na categoria juvenil e já disputou o Campeonato Italiano na série B2, na temporada seguinte disputou a série A1.Conquistou  da Copa das Copas como reserva do time 1995/1996. Na temporada 1996/1997 retorna a disputar a série  B1 com equipe Volley Vignola,  na temporada a seguir retorna a série A1 novamente pelo  Volley Modena.
Em 1998 dedicou um ano no Club Itália e obter o primeiro lugar na Seleção Italiana, para disputar  o Campeonato Europeu de Voleibol Feminino de 1999,no qual conquistou a medalha de bronze e também a Copa do Mundo de 1999 no qual terminou em 7º Lugar.
Competiu na série A1  na temporada 1999/2000 no Volley Busto Arsizio, depois atua em seguida, vá para Volley Vicenza, onde permaneceu por duas temporadas, contribuindo na conquista da  Supercopa da Itália e Copa da Confederação Europeia de Voleibol  de 2000/2001, ao passo que na Seleção Italiana,  conquista a  medalha de prata na Campeonato Europeu de de Voleibol Feminino de  2001, após perder a final no set de desempate  contra  Rússia.Sua maior conquista  foi  a medalha de ouro no Campeonato Mundial de Voleibol Feminino de 2002 em Berlim, onde foi eleita a Melhor Jogadora do certame.
Na série A1 da temporada 2002/2003 passar a jogar no Monte Schiavo Banca Marche Jesi onde permaneceu por seis temporadas e não conquistou nenhum título, em compensação na Seleção Italiana novamente ganha a medalha de prata no Campeonato Europeu de Voleibol Feminino de 2005 e mais duas medalhas, sendo uma de prata e uma medalha de bronze no Grand Prix de Voleibol; após o 4º lugar na Mundial de 2006 decidiu não participar de disputas internacionais pela seleção nacional.
Na temporada 2008/2009  disputou a série A1 pelo Sirio Perugia, no 3º lugar  na  Liga dos Campeões da Europa de Voleibol Feminino. E na  2009/2010  da série A1anunciou seu afastamento do voleibol para ser mãe, ficando inatava.Em 5 de março de 2010 nasce seu filho Thomas.
Retornou na temporada 2010/2011 agora na série A2 defendendo a equipe de Icos Crema permanecendo por duas temporadas, com o acesso a primeira divisão para o clube.
Atualmente disputa a temporada 2012/2013 da série A1 pela equipe do Banca Reale Yoyogurt Giaveno.

## Clubes
| Clube                           | País   | De   | Até  |
| Volley Modena                   | Itália | 1994 | 1995 |
| Anthesis Volley Modena          | Itália | 1995 | 1996 |
| New Line Vignola (MO)           | Itália | 1996 | 1997 |
| Omnitel Volley Modena           | Itália | 1997 | 1998 |
| Club Italia                     | Brasil | 1998 | 1999 |
| Brums Busto Arsizio             | Itália | 1999 | 2000 |
| Minetti Vicenza                 | Itália | 2000 | 2001 |
| Metodo Minetti Vicenza          | Itália | 2001 | 2002 |
| Monte Schiavo Banca Marche Jesi | Itália | 2002 | 2008 |
| Despar Perugia                  | Itália | 2008 | 2009 |
| INATIVA                         | Itália | 2009 | 2010 |
| Icos Crema                      | Itália | 2010 | 2012 |
| Banca Reale Yoyogurt Giaveno    | Itália | 2012 | 2013 |

## Títulos e Resultados
Clubes
Copa das Copas
- 1996-Campeã atuando pelo Vignola[1]

Supercopa Italiana
- 2001-Campeã atuando pelo Minnetti Vicenza[1]

Seleção Italiana
Campeonato Mundial de Voleibol
- 1998-5º Lugar (Osaka,  Japão)[2]
- 2006-4º Lugar (Osaka,  Japão)[2]

Grand Prix de Voleibol
- 1998-5º Lugar (Hong Kong,  China)[2]
- 1999-4º Lugar (Yuxi,  China)[2]
- 2000-7º Lugar (Manila,  Filipinas)[2]
- 2003-5º Lugar (Andria,  Itália)[2]

Copa do Mundo de Voleibol Feminino
- 1999-7º Lugar ( Japão)[2]

Jogos Olímpicos de Verão
- 2000-9º Lugar (Sydney,  Austrália)[2]
- 2004-5º Lugar (Atenas,  Grécia)[4]

## Premiações Individuais
- MVP (Most Valuable Player)- Melhor Jogadora do Campeonato Mundial de Voleibol Feminino de 2002